# Обербонсфельд
Обербонсфельд (нем. Oberbonsfeld), также просто Бонсфельд (нем. Bonsfeld) — район города Фельберт (Северный Рейн-Вестфалия, Германия). До 1881 года община в прусской провинции Вестфалия.

## Географическое положение
Нынешний Обербонсфельд по сути представляет собой территорию бывшего муниципалитета и современного гемаркунга Обербонсфельд. На северной окраине населённого пункта и к югу от поселения Ниренхоф в XX веке образовался крупный закрытый посёлок, который на старых картах и городских планах обозначался как Обербонсфельд, но сегодня его преимущественно называют Бонсфельдом.

## История
Первоначально Обербонсфельд был вестфальской сельской общиной в амте Бланкенштайн графства Марк. С XIX века Обербонсфельд являлся сельской общиной в Хаттингене района Бохум прусской провинции Вестфалия. Западной границей общины была река Дайльбах, на противоположном (западном) берегу которой располагалось поселение Лангенберг, входившее в Рейнскую провинцию. На вестфальской стороне Дайльбаха находился Меркиш-Лангенберг, как бы продолжение Лангенберга на вестфальской земле, который был тесно связан с рейнским Лангенбергом в плане строительства и экономики, но относился к гемаркунгу Обербонсфельд. В середине XIX века начались попытки объединить две части Лангенберга в рамках муниципального права.
В соответствии с прусским законом, специально принятым для этой цели, 1 апреля 1881 года община Обербонсфельд была включена в состав поселения Лангенберг в тогдашнем районе Меттман, что сделало её первой прусской общиной, перешедшей из Вестфалии в Рейнскую область. С 1975 года Лангенберг и Обербонсфельд являются частью города Фельберт.

### Динамика населения
В 1871 году в общине Обербонсфельд проживало 827 человек. Сейчас — более 3600 человек.

## Памятники архитектуры
В центре общины Обербонсфельд жилые дома по адресам Бонсфельдер Штрассе 25, Хегер Штрассе 44, 46, 48, 50 и 52, а также усадьба Феллерсхоф (нем. Fellershof) по адресу Феллерштрассе 22 являются памятниками архитектуры.